# Karkibada
Karkibada – gaun wikas samiti w zachodniej części Nepalu w strefie Karnali w dystrykcie Mugu. Według nepalskiego spisu powszechnego z 2011 roku liczył on 662 gospodarstwa domowe i 3654 mieszkańców (1820 kobiet i 1834 mężczyzn).